# Áreas protegidas de Sudán

Mapa del parque nacional Dinder, en la frontera con Etiopía

En Sudán hay 23 áreas protegidas que cubren una extensión de unos 42 698 km², el 2,28 % del territorio (1 861 484 km2), y 10 662 km² de superficie marina, el 16 % de los 66 786 km² que pertenecen a Sudán. Entre las áreas protegidas hay 4 parques nacionales, de ellos 2 parques nacionales marinos, 2 áreas de conservación, 2 santuarios de vida salvaje, 1 reserva natural, 4 santuarios de aves y 2 reservas de caza. Además, hay 2 reservas de la biosfera de la Unesco, 1 sitio patrimonio mundial y 4 sitios Ramsar.

## Parques nacionales
- Parque nacional Dinder, 10 000 km², en el sudeste, frontera con Etiopía. También es sitio Ramsar. Numerosos humedales en los ríos que descienden de las montañas etíopes hacia la llanura del Nilo. Importante zona migratoria de aves y numerosos herbívoros. También hay restos arqueológicos del Sultanato de Sennar.

- Parque nacional Radom, 12 500 km², en el sudoeste, frontera con República Centroafricana. Al sodoeste del lago Kundi en Darfur meridional, limitada por los ríos Adda y Umblasha. Colinas arboladas, hay elefantes, leones, guepardos y jirafas en escaso número debido a la desertización por el cambio climático.

- Parque nacional del archipiélago de Suakin, 1500 km², en el mar Rojo, cerca de la frontera con Eritrea. Es un grupo de islotes en el mar Rojo, frente a la costa. Tiene una extensión de unos 1500 km2, con centro en 18°44'19"N, 38°29'18"E. Se encuentra frente a la ciudad abandonada de Suakin.[2] Hay unos 30 islotes que se extienden en arco hacia el sur, casi hasta la frontera con Etiopía. La mayoría tiene menos de 1 km de longitud, pero hay dos, Talla Talla Saghir y Talla Talla Kebir, con 5 km de largo. Algunos de los islotes más grandes, son rocas que se alzan sobre arrecifes de coral hasta una altura de 10 m. Todos son desérticos, con vegetación arbustiva que crece solo en las franjas arenosas. En los más islotes más pequeños, rodeados de arrecifes de coral, poseen arbustos halófitos. Hay colonias de cinco especies de charranes, Sterna bergii (charrán piquigualdo), Sterna bengalensis (charrán bengalí), Sterna repressa (charrán arábigo), Sterna anaethetus (charrán embridado) y Anous stolidus (charrán pardo), hasta unas 3500 parejas en total. En menor número hay piquero pardo, gaviota cejiblanca y dromas. Se han registrado cuatro especies de tortugas, incluida la tortuga carey en Seil Ada. Y suele verse el dugón.[3]

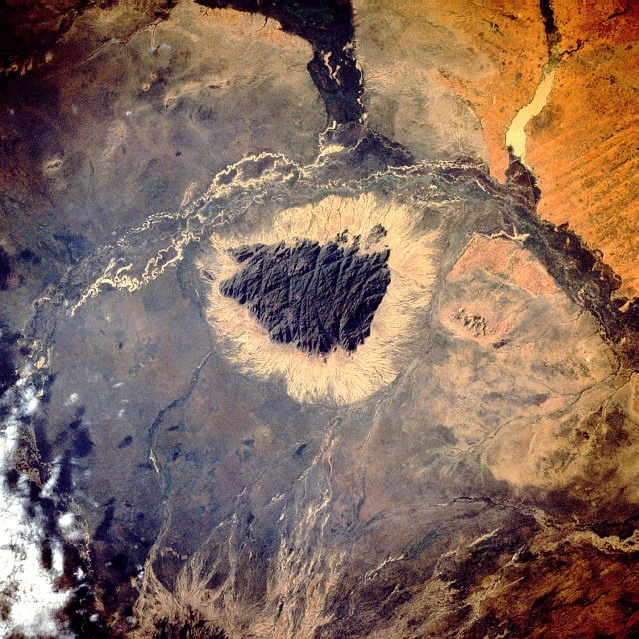
Jebel Dair

- Parque nacional de Jebel Hassania. También Hassaniya, se encuentra en el desierto de Nubia, con una extensión de 54 966 km2. Se encuentra unos 80 km al oeste de la ciudad de Al Damir, que está junto al Nilo.[4] Fue declarado parque nacional en 2003. Está bordeado por las montañas (jebel o jabal) de Alnalt, al norte, Topper por el sudoeste, y Srgen y Sramed por el oeste. El paisaje es un desierto llano atravesado por dunas, uadis, colinas y montañas. La vegetación consiste en acacias aisladas, hierbas y plantas del desierto. La fauna está formada, entre otras especies, por gacelas dorca, arruís o muflones del Atlas, liebres, zorros y fenécs. Destaca por las espectaculares dunas y la poza de Gagdool, al sur de la montaña más prominente, el Jebel Gagdool. Los uadis va de oeste a este y es donde se encuentran las gacelas, las pocas hierbas del desierto y semidesierto, los matorrales y las acacias.[5]

- Parque nacional marino del atolón Sanganeb y la bahía de Dungonab, y parque nacional marino de la isla de Mukkavar.[6] Aunque el atolón tiene 12 km², en el mar Rojo, juntos cubren 2600 km². Sanganeb es un arrecife de coral aislado en el centro del mar Rojo con un atolón a 25 km de la costa sudanesa. Está unido a la bahía de Dungonab y a la isla de Mukkavar, 125 km al norte de Port Sudan. Arrecifes de coral, manglares, playas e islotes.[7][8] Las mantarrayas más grandes del mundo.[9]

- Parque nacional de Jebel Dair, o Jebel Al-Dair (árabe جبل الدائ). Es una montaña volcánica en el centro de Sudán, en la localidad de Er Rahad, en la esquina sudeste del estado de Kordofán del Norte. Se alza mil metros sobre el terreno circundante y 1451 m sobre el nivel del mar. Las laderas están aparentemente desnudas, aunque hay agua en algunos de los uadis más profundos. Con excepción del jebel (montaña) de Dair, el paisaje es casi llano. El clima es cálido y semiárido, con algo de agricultura de subsistencia y cultivos industriales de cacahuetes, sésamo y goma arábiga. En esta región del centro de Sudán, al oeste del Nilo Blanco, el paisaje está dominado por las cuencas de drenaje. Entre las plantas, Boswellia papyrifera (incienso), Dichrostachys cinerea, acacia de copa plana, endrino, mimosa y Combretum glutinosum. Alberga unas 220 especies de aves, y se encuentran el gran kudú, babuinos y damanes.[10]

## Sitios Ramsar
- Parque nacional Dinder. Declarado sitio Ramsar en 2005, con el número 1461 en 12°19′N 34°46′E, con 10 846 km2, es un enorme complejo de 40 humedales o mayas y pozas formadas por meandros activos y abandonados que forma parte de la cuenca de los ríos Rahad y Dinder, que bordean la frontera entre Etiopía y el sudeste de Sudán. Incluye el parque nacional, de 10 000 km2, y la reserva de la biosfera de la Unesco, de 11,72 km2. Ambos ríos, afluentes del Nilo Azul, descienden de la meseta etíope hasta los llanos del parque, son estacionales y fluyen de junio a noviembre, con un máximo en agosto. Los humedales son vitales como fuente de agua y para los herbazales que alimentan a los herbívoros, especialmente en periodos secos. En la zona viven numerosas especies, entre ellas el topi, en peligro. Es la zona de migración de numerosas especies entre tres continentes, beneficiadas porque en los mayas (nombre local para las llanuras de inundación entre los ríos)[11] hay numerosas especies de peces, incluso en época seca. Recientes investigaciones arqueológicas han encontrado restos meroíticos y de época medieval del sultanato Fung. La población práctica la agricultura y el pastoreo. Muchos son nómadas. Las amenazas son los incendios provocados por los foráneos, los cazadores furtivos y los recolectores de miel.[12]

- Suakin-Golfo de Agig, sitio Ramsar número 1860 (18°34′N 38°04′E), 11.250 km², en el mar Rojo, junto al archipiélago Suakin, al sur de Port Sudan. Tortugas, delfines, etc. El área bordea el archipiélago de Suakin, una sucesión de islotes en el mar Rojo, frente a Sudán. Está formada por  diversos tipos de humedales, playas de arena, arrecifes de coral y lagunas entre otros, que permiten una rica biodiversidad de fauna y flora, con tortugas marinas, como la tortuga carey y la tortuga verde, aves acuáticas, peces y moluscos. En el mar hay dugones y delfines mulares. Entre las actividades humanas, nómadas con camellos y el único sitio donde se puede cultivar, el delta de Tokar, en la costa del continente, con algodón, sorgo, mijo y hortalizas. Hay un proyecto para construir una piscifactoría y ensanchar el puerto de Suakin.[13]

- Bahía de Dungonab-Marsa Waiai, sitio Ramsar número 1859 (20°33′N 37°13′E), 2800 km², costa del mar Rojo, al norte de Port Sudan. Arrecifes, manglares, sebkhas y arrecifes que permiten la existencia de especies amenazadas. Es Parque nacional marino, que se extiende desde la costa por arrecifes coralinos, manglares, playas de arena y costas rocosas con la adición de pantanos salinos, sebkhas y khors, cuencas que se quedan llenas de agua cuando baja la marea. Hay delfines nariz de botella y varias especies de tiburón. En la costa se pastorea con camellos, cabras y ovejas, se practica la pesca y se recogen ostras. Para los turistas hay una incipiente industria del submarinismo. El sitio Ramsar comprende el Parque nacional marino del archipiélago de Suakin, el Parque marino del atolón de Senganeb y la isla de Mukkawar.[14]

- Delta interior del khor Abu Habil, sitio Ramsar número 2485, creado en 2022 en las coordenadas : 13°03'29"N 32°06'44"E con una extensión de 9464 km2. Humedal interior localizado a 400 km al sudoeste de Jartum. Es el único de los tres deltas aluviales de Sudán que se mantiene intacto. Posee cientos de pozas temporales que aparecen en medio de las dunas durante la crecida del río (khor en sudanés local) Abu Habil.[15] entre julio y octubre. El bosque produce aceite de dátilero del desierto, zumo de tebeldi de los baobabs, goma arábiga de las acacias, forraje, plantas medicinales y madera como combustible para los cientos de aldeas que rodean al lugar.[16]

## Reservas de la biosfera propuestas

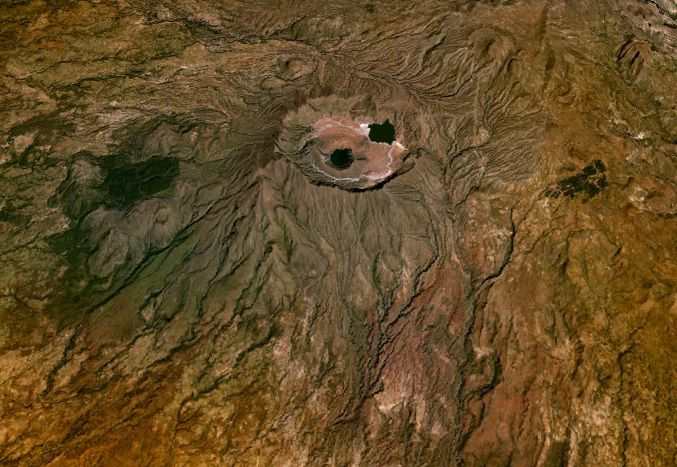
Jebel Marra

En diciembre de 2020, la oficina de la Unesco de Jartum, la Comisión nacional para la educación de Sudán, el NatCom y Conservación de la vida salvaje de Sudán, de acuerdo con la Convención de 1972 de la Unesco, propusieron los siguientes lugares como patrimonio de la humanidad.

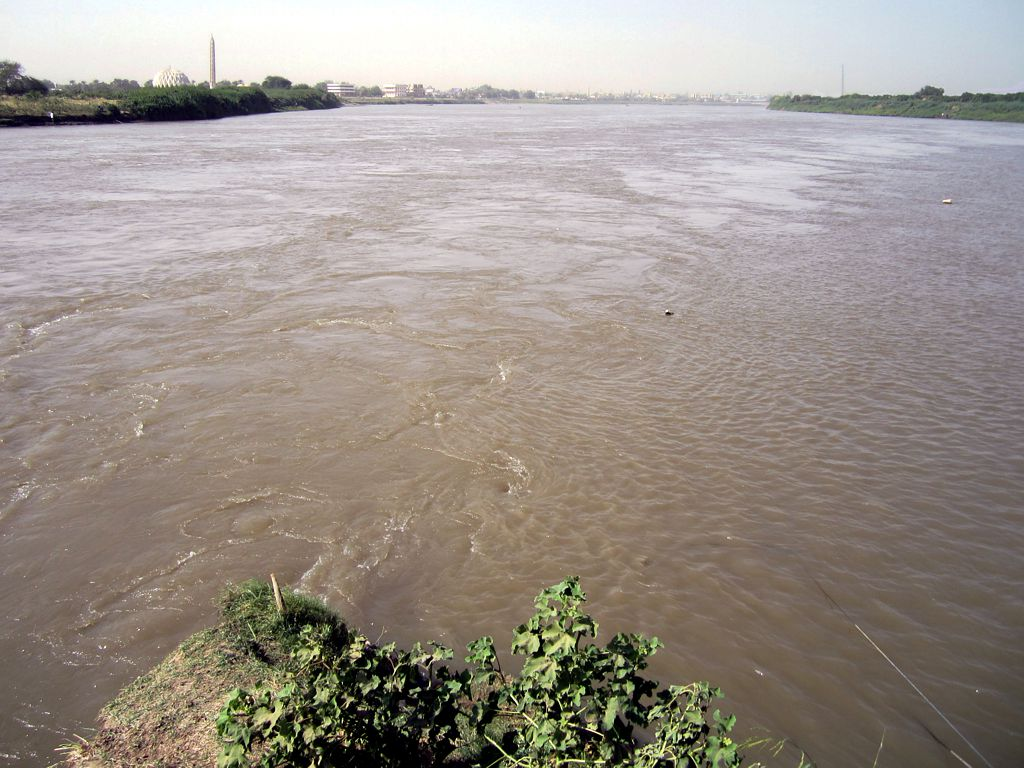
Al Mogran, el lugar de la confluencia de los Nilos Blanco y Azul.

- Parque nacional Dinder, en el estado de Sennar. El parque nacional se creó en 1935 y la reserva de la biosfera en 1979, con 6500 km2, en la frontera con Etiopía, dentro del parque nacional, más grande, formado por sabana tropical. En la reserva viven especies como el tiang, una subespecie del topi, la redunca bohor, el antílope acuático o cobo de agua, el antílope ruano, el oribí, el facóquero oriental y el búfalo africano negro, entre otros, como el babuino, y el cercopiteco verde. El kudú mayor y la gacela de frente roja se encuentran en lugares muy restringidos.[18]

- Parque nacional de Jebel Dair, en el estado de Kordofán del Norte;
- Parque nacional de Jebel Hassania, estado del Río Nilo

- Jebel Marra. En las montañas Marra, en Darfur, al sudoeste del país. Es un macizo casi circular compuesto por un racimo de volcanes y corrientes de lava, con área central de depósitos piroclásticos que mide unos 70 km de norte a sur, con numerosos conos volcánicos pequeños en los márgenes del macizo. El cono colapsado de la caldera Deriba, de unos 5 km de ancho y con dos lagos prístinos interiores, es el punto más alto de Sudán, com 3042 metros. El clima es más frío y húmedo que el de las zonas adyacentes. Hay una zona húmeda con una vegetación frondosa al oeste, donde destaca la cascada Niertiti.[19] El parque nacional y reserva de la biosfera se extiende unos 135 km de norte a sur, entre 12° 25' y 13° N, y 24° 10' y 24° 12' E. Tiene unos 2000 km2. Aun hay fumarolas activas. Hay manantiales, agua dulce y agua salobre. Está tan alejado del mar que tiene una vegetación que procede de ambas costas de África, con unas 932 especies de plantas y 32 helechos. Hay unas 295 especies de aves, de bosque, de sabana, de prado y de humedal.[20]

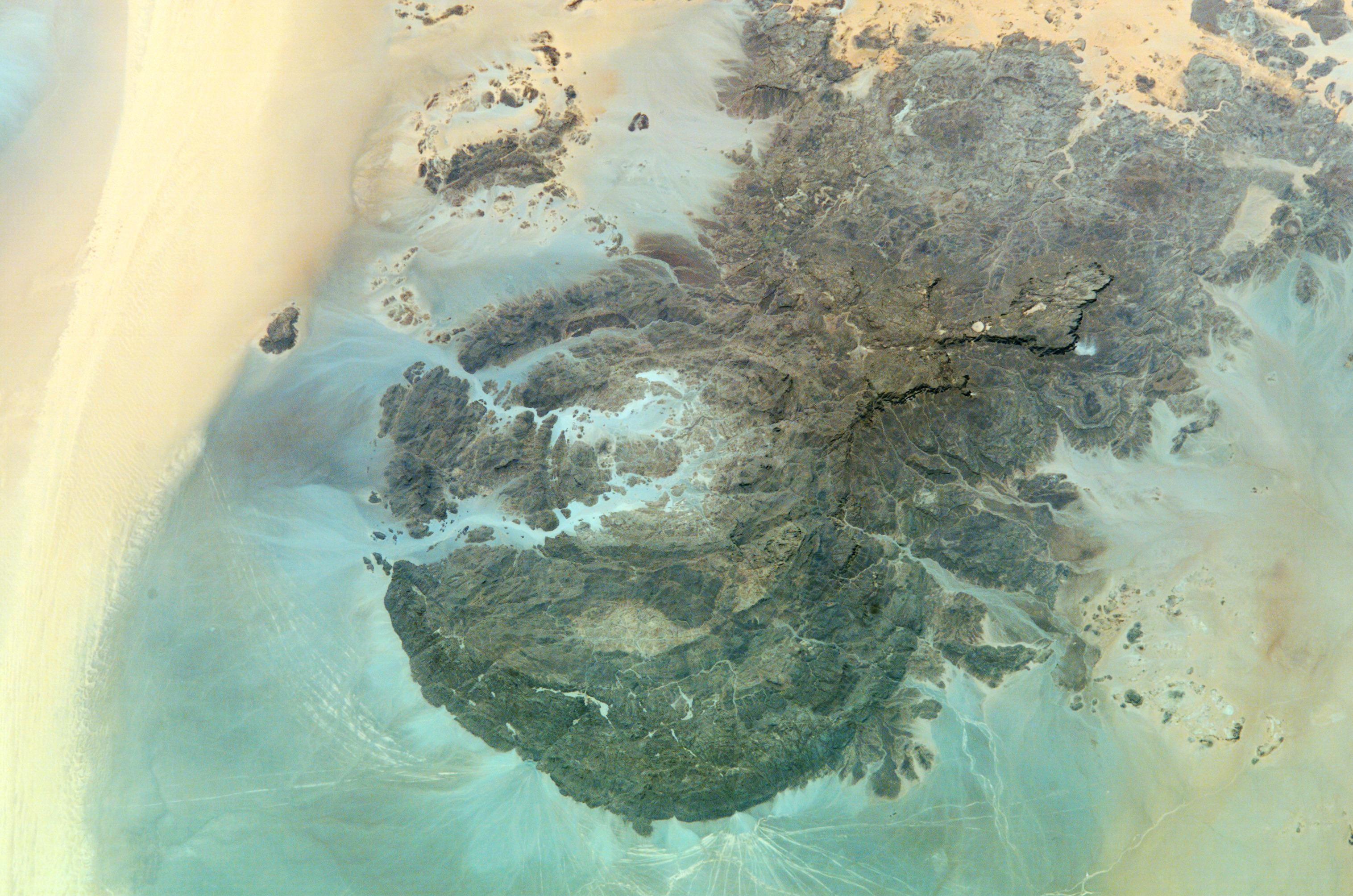
Jebel Uwainat u Owainat, entre Egipto, Libia y Sudán

- Wadi Howar, en Darfur. Es uno de los mayores sistemas de uadis del norte de Sudán. Se extiende a lo largo de unos 1000 km desde Ennedi, al oeste, hasta el Nilo, al este. El uadi define la frontera sur del desierto de Libia contra la parte septentrional de la comunidad vegetal gizu[21] del sur de desierto y norte de las praderas sudanesas explotadas por los camellos de las tribus nómadas del norte de Darfur. El gizu es una expresión sudanesa para un tipo de vegetación efímera que se da al sur del desierto de Libia dos años de cada cinco. Los árabes lo llaman asheb por la ciperácea Cyperus conglomeratus. El interés de la zona radica en los fósiles de una cultura neolítica.[22] El lugar recibe unos 25 mm de lluvia al año. El uadi llevó agua hace entre 9500 y 4500 años.[23]

- Parque nacional Radom, Darfur

- Al Mogran (conjunción de los ríos Nilo blanco y azul), estado de Jartum. En este lugar se creó en 1954 el Jardín botánico nacional, con 4,13 hectáreas. Es uno de los más antiguos del mundo, con una colección de semillas única.

- Owainat (lugar en el Sahara compartido por Sudán, Egipto y Libia. La montaña de Uweinat tiene 1934 m. Se caracteriza por los jeroglíficos prehistóricos en la piedra arenisca, de leones, jirafas, avestruces, gacelas, vacas y pequeñas figuras humanas. Al oeste se encuentra el Sharq El Owainat, uno de los proyectos más grandes de irrigación en el desierto egipcio. La parte occidental del macizo está formada por granito intrusivo, formando un anillo de 25 km de diámetro que acaba en tres valles.[24]

## Santuarios de aves
- Embalse de Jebel Aulia. Es un embalse en el Nilo Blanco, 30-40 km al sur de Jartum, construido entre 1933 y 1937. Tiene una superficie de 600 a 1100 km2 en época de crecida, con una profundidad media de entre 2,3 y 6 metros, una longitud de 500 km y una anchura de entre 6 y 7 km. Entre las aves que se encuentran aquí figuran el chorlitejo patinegro, el chorlitejo grande, el chorlitejo pecuario, la avefría espinosa, el combatiente, el correlimos chico, el archibebe claro, el andarríos chico y el vuelvepiedras común. La bajada del nivel de las aguas en época seca atrae muchas aves a los lodos que van apareciendo.[25]

- Lago Keilak (10°49'60" N, 29°22'0" E), 470 m altitud, en el estado de Kordofán del Sur. También es conocido como Buheyrat Kalak y Buheyrat Keilak.[26]

- Lago Kundi. Lago endorreico al sur del pueblo de Nyala, en la boca del uadi Ibra, por donde emergen los efluentes de las vertientes meridionales del Jebel Marra. Aunque el lago es permanente, se contrae a 100-200 ha en la época seca cuando su máxima profundidad se reduce de 3 a 2 metros. La vegetación del lago incluye nenúfares y plantas acuáticas sumergidas como Ceratophyllum demersum (mil hojas de agua) y Najas pectinata. En 1993 se reunieron en el lago más de 20 000 anseriformes, y unas 22 especies de aves acuáticas que incluyen el pato crestudo afroasiático, el ganso espolonado y el pigargo vocinglero.[27]

- Lago Nubia. Es el nombre dado en Sudán a su parte del lago Nasser, cuya presa está en el sur de Egipto, en el Nilo.

#### Zonas de interés internacional para las aves

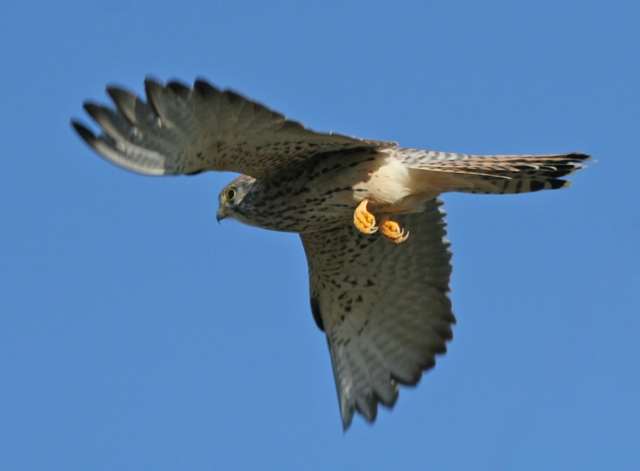
Cernícalo primilla, una de las aves preeminentes en los desiertos de Sudán

- Lago Um Badr. En la frontera sur del desierto del Sahara, entre los pueblos de El Obeid y El Fasher, a unos 600 m de altitud, en 14o 15' N, 27o 49' 59" E. Tiene una extensión de unas 2000 ha (20 km2) en una cuenca de colinas rocosas y grandes dunas de arenas rojizas. Está rodeado por una vegetación dispersa que incluye Acacia arabica, Acacia albida, Acacia seyal, Acacia tortilis y Balanites aegyptiaca (datilero del desierto). En las colinas circundantes y en las dunas hay Acacia mellifera, Leptadenia pyrotechnica y la hierba Aristida spp. En época de lluvias, cuando el lago crece hasta 6 km de largo por 2 km de ancho, desborda por el norte en la cuenca del uadi El Milk. En época seca, el lago de divide en dos. Las precipitaciones anuales son de unos 200 mm.[28]

- En Nahud. En torno al pueblo de En Nahud, al sudoeste de El Obeid, a unos 600 m de altitud en 12o 30' N, 28o 30' E. Tiene una extensión de 25 000 km2. Está formado por dunas de arenas rojizas fijas, con una vegetación formada por matorrales y árboles diseminados entre los que domina Acacia senegal. Los límites del área están claramente definidos por un cambio en el tipo de suelo y de vegetación. Desaparece la acacia y aparece el granadillo negro. La zona IBA (Important Bird Area), sin embargo, tiene límites indefinidos. Se han registrado unos cien cernícalos primilla, especialmente en años de abundancia de la langosta Anacridium spp., que se alimenta exclusivamente de acacias. De especial interés es la alondra del Kordofán, que se restringe a las áreas arbustivas en suelo rojizo o goz (suelo arenoso propio de Darfur, en Sudán central).[29]

- Gezira. Amplia llanura de inundación al sur de Jartum, entre los Nilos Blanco y Azul. Tiene una extensión de 8500 km2, a 410 m de altitud, en 14o 30' N, 33o 10' E. El área está intensamente cultivada, especialmente a lo largo de la orilla occidental de Nilo Azul, al sudeste del pueblo de Wad Medani, en una zona atravesada de canales de irrigación. Es importante para las aves acuáticas de paso y la crianza. Algunos inviernos llegan a los 20.000 ejemplares, entre ellos un millar de cercetas carretonas, unos tres mil combatientes y un millar de canasteras comunes, medidos en los inviernos de 1959-1962. Otros recuentos incluyen dos mil cigüeñas blancas. Muchas aves forrajean en las planicies herbáceas, mientras otras se congregan en las ramas, especialmente en las orillas arenosas del Nilo Azul, en Wad Medani.[30][31]

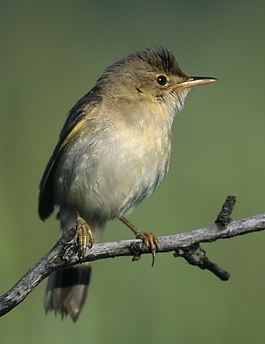
Carricero políglota

- Khor Arba'at. A 15 km tierra adentro desde el mar Rojo, inmediatamente al este de las colinas del Mar Rojo,[32] a unos 25 km al noroeste de Port Sudán. Tiene una extensión de 200 km2, a 100 m de altitud en las coordenadas 19o 48' N, 37o 2' 59" E. El centro del lugar es un lecho de río de 500 m de ancho en el que se ha construido una estación de bombeo para suministrar agua a Puerto Sudán. La estación se ha convertido en un islote en medio del único lugar donde hay aguas permanentes en la zona de las colinas del Mar Rojo. Hay un pequeño jardín en el islote, con limones, guayabas y dátiles, el único lugar donde hay vegetación verde en época seca. Aparte de algunos arbustos dispersos, el área circundante es estéril. Es importante para la migración de paseriformes paleárticos de agosto a octubre. En un solo día pueden llegar a verse diez mil carriceros políglotas. Otras especies incluyen el guion de codornices, el carricero de Basora y el escribano cinéreo.[33]

- Wadi Halfa. Al norte de Sudán, cerca de la frontera con Egipto, en la orilla oriental del lago Nubia, nombre sudanés del lago Nasser, al sur del pueblo de Wadi Halfa. Tiene 100 km2, a una altitud de 185 m, en las coordenadas 21o 55' 0" N, 31o 19' E. Comprende un área que sigue los márgenes del río donde la flora está dominada por el tamarisco Tamarix nilotica y una zona rocosa y desértica. Linda con la IBA de protección del lago Nasser, al norte. Hay poca información de las aves acuáticas en la zona, pero se ha reportado el rayador africano, entre otras.[34]

## Áreas de conservación de la naturaleza

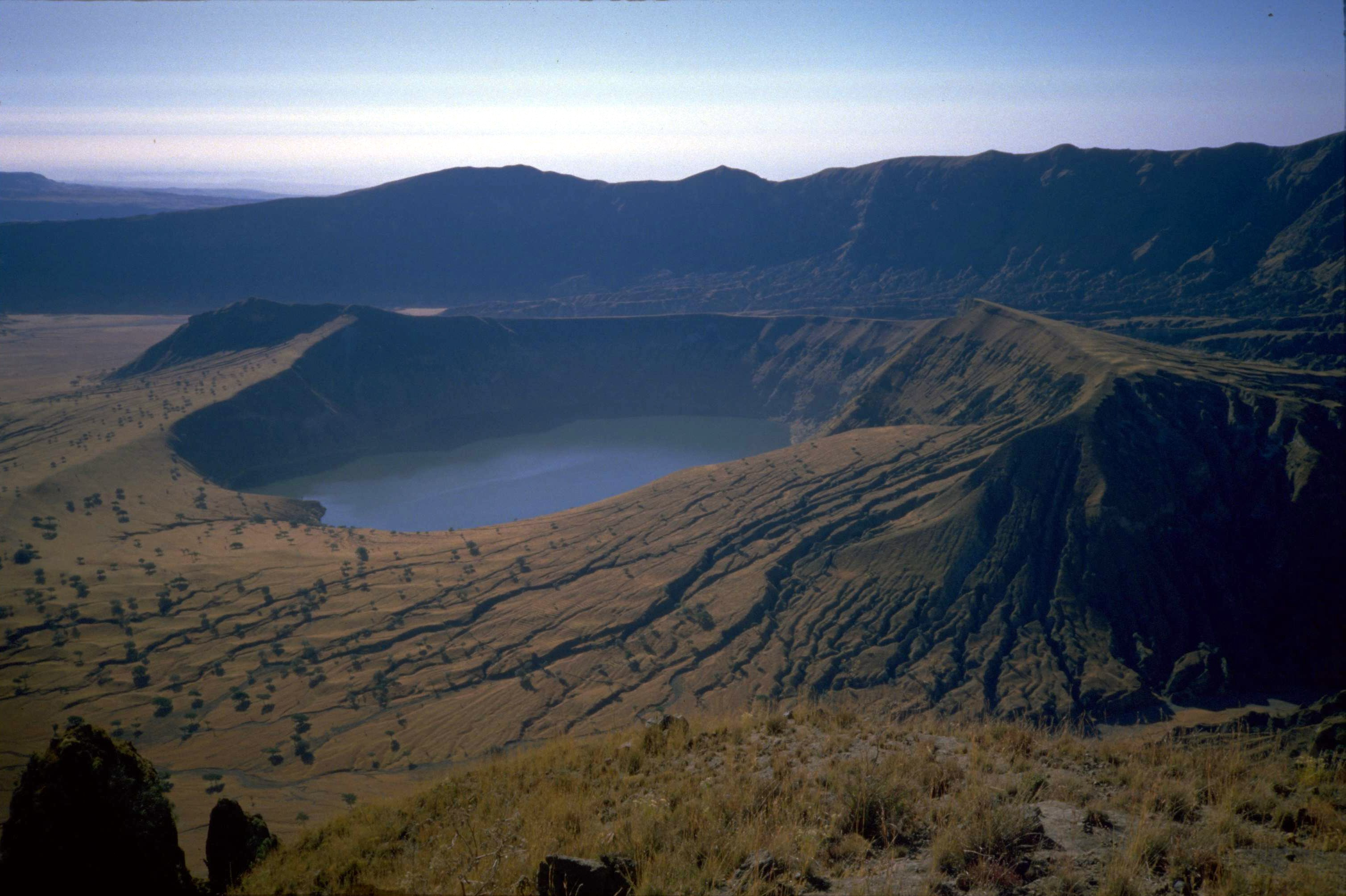
Uno de los lagos en Jebel Marra

- Jebel Marra. Este volcán extinto en medio de la planicie de Darfur, entre el pueblo de El Fasher y la frontera de Chad es una zona de interés internacional para las aves. Las laderas inferiores tienen una ligera cobertura de vegetación, mientras en el interior del cráter hay dos lagos rodeados por colinas redondeadas cubiertas de hierba y matorrales. Alrededor del cráter hay un desierto rocoso con matorrales dispersos diseccionado por una serie de uadis. Entre las aves, el cernícalo primilla, relativamente abundante, el aguilucho papialbo y el porrón pardo. Entre las vegetación, hay cinco tipos de sabana sudanesa, con una flora endémica. Entre los árboles, Olea chrysophylla, uno de los dos sitios de Sudán donde se encuentra este olivo.[35]

- Jebel Elba, Gebel Elba o monte Elba es una montaña de 1435 m y una región en el remoto sudeste de Egipto, rodeada por lo que se conoce como el Triángulo de Hala'ib, que es un territorio disputado por Sudán y Egipto, aunque generalmente está bajo control egipcio. El parque nacional está a 250 km al sur de la ciudad egipcia de Marsa Alam. Es una de las regiones menos visitadas y conocidas del país y se necesita permiso especial para visitarla. El parque nacional, en Egipto, tiene 35 600 km2, e incluye una zona de la costa con arrecifes de coral, 22 islas, una planicie costera de 20 km de anchura y una sierra cuyos picos incluyen el Gebel Elba, el Gebel Shellal, de 1409 m, el Gebel Shendodai, de 1526 m y el Gebel Shendib, de 1911 m. Estos últimos en el lejano sur, en la zona reclamada por Sudán. En las montañas puede llegar a llover 400 mm anuales, lo que permite la existencia de vegetación. En la zona pueden verse el quebrantahuesos, el alimoche común, el búho lechoso, el águila azor perdicera, el arruí, el lobo de tierra o proteles, la zorrilla común, la jineta, el supuesto leopardo de Arabia o egipcio, cuyo rastro se ha localizado peor no se ha llegado a ver, el damán roquero y otros como los asnos salvajes, gacelas y puerco espines en una zona muy castigada por la sequía.[36]